# Wladimirowka (Kaliningrad)
Wladimirowka (russisch Владимировка, bis 1997 Wladimirowo, deutsch Bladau, litauisch Bladava) ist ein kleiner Ort in der russischen Oblast Kaliningrad im Rajon Gurjewsk. Der Ort gehört zur kommunalen Selbstverwaltungseinheit Stadtkreis Gurjewsk. Der Ort befindet sich allerdings etwa zwei Kilometer östlich der Ortsstelle Bladiau, welche verlassen ist.

## Geographische Lage
Wladimirowka liegt neun Kilometer nordöstlich von Kaliningrad (Königsberg) und vier Kilometer südlich von Gurjewsk (Neuhausen) an einer Nebenstraße die Awangardnoje (Bulitten) mit Maloje Wassilkowo (Neudamm (Gut)) verbindet. Eine Bahnanbindung besteht nicht.

## Geschichte
Das ehemals Bladau bestand vor 1945 lediglich aus einem großen Hof. Das Gutsdorf kam 1874 zum Amtsbezirk Bulitten (heute russisch: Awangardnoje) und gehörte zum Landkreis Königsberg (Preußen) (1939 bis 1945 Landkreis Samland) im Regierungsbezirk Königsberg der preußischen Provinz Ostpreußen. Am 6. November 1892 wurde Bladau in die Landgemeinde Bulitten eingegliedert und verlor dadurch seine Eigenständigkeit.
Infolge des Zweiten Weltkrieges wurde Bladau 1945 mit dem nördlichen Ostpreußen der Sowjetunion zugegliedert und wurde 1950 wieder eigenständig in Wladimirowo umbenannt. Gleichzeitig wurde der Ort in den Dorfsowjet Saosjorski selski Sowet im Rajon Gurjewsk eingegliedert und gelangte noch im selben Jahr in den Kutusowski selski Sowet. Im Jahr 1997 wurde der Ort in Wladimirowka umbenannt. Von 2008 bis 2013 gehörte der Ort zur Landgemeinde Kutusowskoje selskoje posselenije und seither zum Stadtkreis Gurjewsk.

## Kirche
Bis 1945 waren die evangelischen Einwohner Bladaus in das Kirchspiel Neuhausen (heute russisch: Gurjewsk) eingepfarrt, das zum Kirchenkreis Königsberg-Land II in der Kirchenprovinz Ostpreußen der Kirche der Altpreußischen Union gehörte. Letzter deutscher Geistlicher war Pfarrer Herbert Schott. Heute liegt Wladimirowka im Einzugsbereich der Auferstehungskirche in Kaliningrad (Königsberg) in der in den 1990er Jahren neu errichteten Propstei Kaliningrad der Evangelisch-lutherischen Kirche Europäisches Russland (ELKER).